# Henry Heth

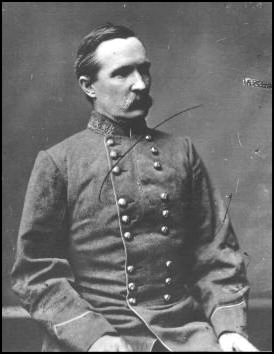
Henry Heth

Henry "Harry" Heth (ur. 16 grudnia 1825, zm. 27 września 1899) – zawodowy oficer armii Armii Stanów Zjednoczonych, walczył w wojnie secesyjnej w stopniu generała majora po stronie wojsk Skonfederowanych Stanów Ameryki w Armii Północnej Wirginii. 
Po wojnie pracował w agencji ubezpieczeniowej, a także był agentem Biura do spraw Indian. Zmarł w Waszyngtonie, skąd przewieziono jego prochy na cmentarz w Richmond.